# Referendum in Norvegia del 1994
Il referendum in Norvegia del 1994 si è tenuto il 27 e il 28 novembre e aveva ad oggetto l'ingresso del Paese nell'Unione europea.
Il quesito è stato respinto.

## Risultati
| No              | 1 516 803 | 52,18 |  |  |  |  |  |  |
| Sì              | 1 389 997 | 47,82 |  |  |  |  |  |  |
| Totale          | 2 906 800 | 100   |  |  |  |  |  |  |
|                 |           |       |  |  |  |  |  |  |
| Voti non validi | 1 410     | 0,05  |  |  |  |  |  |  |
| Votanti         | 2 908 210 | 89,04 |  |  |  |  |  |  |
| Elettori        | 3 266 064 |       |  |  |  |  |  |  |

- I dati sono discordanti: sono indicati sia 2.906.800 (sommatoria dei sì e dei no) che 2.904.649 voti validi; sono altresì indicati 3.561 voti invalidi, ma quest'ultimo dato è incoerente col numero dei votanti indicato qualora sia considerato, come dato dei voti validi, quello derivante dalla predetta sommatoria.